# Meus Prêmios Nick 2017
O Meus Prêmios Nick 2017 foi a 18ª edição da premiação Meus Prêmios Nick, ocorrida em 8 de novembro de 2017, às 20h, no Citibank Hall (São Paulo), com transmissão em 11 de novembro de 2017 no canal Nickelodeon. Neste ano quem apresentou a premiação foi a atriz e cantora Larissa Manoela, se tornando a terceira mulher a apresentar a premiação, mas a primeira a se apresentar sozinha.  As votações da premiação foram abertas depois da divulgação da lista de indicados, que foi divulgada no dia 5 de setembro. 

## Apresentação

### Personalidades

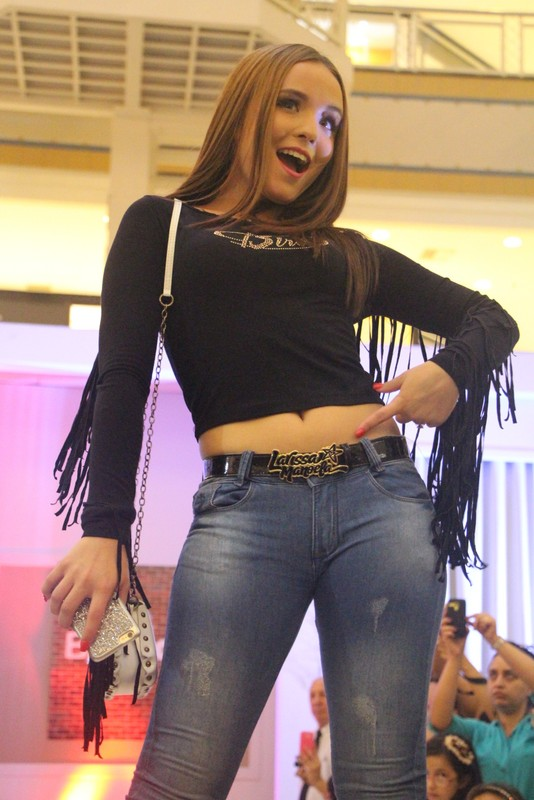
Larissa Manoela.

| Cantor(a)                | Canção                                                        |
| ------------------------ | ------------------------------------------------------------- |
| Larissa Manoela          | "Tá na Hora da Festa!" (MPN 2017 – Música Tema) "Fugir Agora" |
| Nego do Borel Anitta     | "Você Partiu Meu Coração"                                     |
| Anavitória Projota       | "Linda"                                                       |
| Alok Zeeba Bruno Martini | "Hear Me Now"                                                 |

## Indicações
Os nomes escritos em negrito são os vencedores:
| Artista Internacional Favorito | Cantor ou Dupla Favorita |
| --- | --- |
| - Little Mix - Ariana Grande - Camila Cabello - Justin Bieber                                                                          | - Luan Santana - Henrique & Juliano - Projota - Zé Felipe |
| Cantora ou Dupla Favorita | Hit do Ano do Brasil |
| - Ludmilla - Anitta - Larissa Manoela - Simone & Simaria                                                                               | - "Acordando o Prédio" - Luan Santana - "Hear Me Now" - Alok, Bruno Martini part. Zeeba - "Paradinha" - Anitta - "Trem Bala" - Ana Vilela                                        |
| Revelação Musical | Hit Internacional Favorito |
| - Anavitória - Edu Chociay - MC Kekel - Sofia Oliveira                                                                                 | - "Bad Liar" - Selena Gomez - "Despacito" - Luis Fonsi feat. Daddy Yankee - "Sign of the Times" - Harry Styles - "There’s Nothing Holdin’ Me Back" - Shawn Mendes                |
| Videoclipe Brasileiro Favorito | Videoclipe Internacional Favorito |
| - "Acordando o Prédio" - Luan Santana - "Cheguei" - Ludmilla - "O Errado Sou Eu" - Zé Felipe - "Paradinha" - Anitta                    | - "Sorry Not Sorry" - Demi Lovato - "Down" - Fifth Harmony feat. Gucci Mane - "Sign of the Times" - Harry Styles - "There’s Nothing Holdin’ Me Back" - Shawn Mendes              |
| Show Internacional do Ano no Brasil | Colaboração Favorita |
| - BTS - Ariana Grande - Demi Lovato - Justin Bieber                                                                                    | - "Hey Ma" - Pitbull & J Balvin feat. Camila Cabello - "Despacito" - Luis Fonsi feat. Daddy Yankee - "Sim ou Não" - Anitta feat. Maluma - "Trevo (Tu)" - Anavitória e Tiago Iorc |
| Filme Favorito | Filme de Animação Favorito |
| - Meus 15 Anos - A Bela e ￼a Fera - Homem-Aranha: De Volta ao Lar - Mulher Maravilha                                                   | - Meu Malvado Favorito 3 - Carros 3 - Moana - Sing |
| Artista de TV Favorito | Programa de TV Favorito |
| - Larissa Manoela (Fala Sério, Mãe!) - Fábio Porchat (Programa do Porchat) - Maisa Silva (Carinha de Anjo) - Tatá Werneck (Lady Night) | - Sou Luna - Henry Danger - Masterchef Brasil - The Thundermans |
| Desenho Animado Favorito | YouTuber Masculino Favorito |
| - Bob Esponja - Gravity Falls - Miraculous: As Aventuras de Ladybug - Os Jovens Titãs em Ação!                                         | - Felipe Neto - Luba - pcGuel - Rezendeevil - Whindersson Nunes |
| YouTuber Feminina Favorita | Canal Musical Favorito |
| - Bibi Tatto - Kéfera - Maisa Silva - Nah Cardoso                                                                                      | - Mari Nolasco - Luísa Sonza - Mussoumano - Tauz |
| Canal Favorito do YouTube | Atleta Favorito |
| - Desimpedidos - Manual do Mundo - Treta News - Você Sabia?                                                                            | - Neymar - Bruninho Rezende - Jaqueline Carvalho - Rafaela Silva |
| Nick Retrô / 20 Anos De Nick | Canal De Games Favorito |
| - iCarly - Big Time Rush - Doug - Drake & Josh                                                                                         | - Bibi Tatto - TazerCraft - Malena010102 - AuthenticGames |
| Instagram Brasileiro Favorito | Instagram Internacional Favorito |
| - Whindersson Nunes - Anitta - Bruna Marquezine - Neymar Jr.                                                                           | - Ariana Grande - Cristiano Ronaldo - Justin Bieber - Selena Gomez |
| Muser Favorito | Revelação Digital |
| - Luiz Mariz - Larissa Manoela - Morimura - Valentina Schulz                                                                           | - Giovanna Chaves - Cellbit - PcGuel - Enaldinho - Valentina Schulz |
| Gato Trendy | Gata Trendy |
| - Pedro Rezende - Alok - Bruno Gagliasso - João Guilherme                                                                              | - Larissa Manoela - Bruna Marquezine - Flávia Pavanelli - Thaynara OG |